# Басейн Дахаб-Мірейр
Басейн Дахаб-Мірейр — нафтогазоносний басейн на північному заході Єгипту. У 1966 році саме тут відкрили перше родовище вуглеводнів в історії єгипетської Західної пустелі.

## Історія виникнення
На межі кам'яновугільного та пермського періодів від північно-східного узбережжя південної частини Пангеї відкололась смуга мікроконтинентів (Кіммерія), унаслідок чого сучасне північно-східне узбережжя Африки став омивати океан Неотетіс. Значно пізніше, у ранньому  та середньому юрському періоді, завершився розпад Пангеї на північну (Лавразія) та південну (Гондвана) частини. Паралельно з розколом між європейською та африканською плитами, зона контакту яких охоплювала сучасне північно-західне узбережжя Африки, на північно-східному узбережжі останньої виникла зона рифтогенезу, яка розщеплювали докембрійський фундамент. При цьому під час трансгресії океану у пізній юрі в рифтах відбувалось посилене осадонакопичення, зокрема, виникла багата на нафтогазоматеринський матеріал формація Хататба.
Рифтогенез тривав до ранньої крейди, проте у підсумку затухнув та не призвів до розколу африкано-аравійської плити. А у пізній крейді зіткнення аравійського краю цієї плити з внутрішньоокеанічним жолобом субдукції призвело до стискання рифтів та формування серії складчастих структур, які, зокрема, відповідають за нафтогазонакопичення в басейнах Західної пустелі (зона, у якій проходили ці процеси, відома як Сирійська арка).

## Продуктивні геологічні формації басейну
Головним продуктивним стратиграфічним підрозділом у межах басейну первісно була формація Аламейн, яка сформувалась у аптському ярусі ранньої крейди у мілководно-морських умовах. Доломіти цієї доволі тонкої — від 20 до 80 метрів — формації мають помірну (3 % — 12 %) пористість та чудову (до 2000 мілідарсі) проникність.
Із виснаженням покладів у Аламейн узялись за запаси розташованих вище формацій пізньої крейди — пісковиків Бахарії (сеноман, виникла у мілководно-морському та флювіально-дельтовому середовищі) та доломітів горизонту G формації Абу-Роаш (так само сеноман).
Ще пізніше під старим родовищем Аламейн віднайшли нафту у пісковиковому горизонті 3A ранньокрейдової формації Алам-Ель-Буейб (баремський ярус), при цьому відкриття офіційно вважаться як нове родовище Алам-Ель-Буейб 3С. Ця ж формація містить поклади на родовищах Акік і Танзанайт. Також є інформація, що до продуктивних відноситься горизонт Алам-Ель-Буейб BA на родовищі Раззак.
Окрім названих вище, в межах басейну виявляли поклади вуглеводнів й у інших стратиграфічних підрозділах, як то:
- на родовищі Сіді-Рахман (прибережний блок East Yidma) із пісковиків ранньокрейдової формації Харіта отримали на тестуванні приплив нафти на рівні 3200 барелів на добу;
- на родовищі Північний Аламейн (інший прибережний блок West Mediterranean) виявили поклад у пісковиках формації Дахаб (аптський ярус ранньої крейди, також може розглядатись як верхня частина формації Аламейн). З цих же пісковиків отримали приплив у 850 барелів нафти на тестуванні розвідувальної свердловини AL-45X (блок Аламейн);[9]
- на родовищі Північний Раззак виявили нафтовий поклад у пізньоюрській формації Массаджід;
- за кілька кілометрів на схід від Аламейн свердловина Zain-1X досягнула глибини у 5180 метрів (на той час другий показник у всій Західній пустелі та перший для басейну Аламейн) і виявила вуглеводні у горизонті Нижня Сафа середньоюрської формації Хататба. На тестуванні звідси отримали приплив у понад 4600 барелів нафти та 0,2 млн м3 газу на добу, втім, після введення родовища Зайн у розробку максимальний добовий показник становив лише 800 барелів та всього за кілька років знизився до 100 барелів на добу.[10][11] Більш перспективними видаються поклади у Хататбі, які виявили у південно-східному блоці North Ras Qattara. Тут розвідувальна свердловина NRQ 3151-1X показала на тестуванні приплив у 0,53 млн м3 газу та 1625 барелів конденсату на добу.[12]

Нафтоматеринськими породами для родовищ басейну вважають сланці середньоюрської формації Хататбу.
Основні ресурси вуглеводнів басейну виявились пов'язаними із великою антиклинальною структурою Мерейр-Аламейн (Mereir-Alameine Ridge), яка витягнулась з північного сходу на південний захід на кілька десятків кілометрів. Тут послідовно розташовані родовища Бурж-ель-Араб, Гор, Східний Аламейн, Аламейн, Йідма, Північно-Східний Раззак, Раззак, Південно-Західний Раззак, Агар.

## Основні події в історії басейну
У 1966 році американська компанія Phillips Petroleum виявила родовище Аламейн, що стало першим відкриттям не лише у басейні, але й у всій Західній пустелі Єгипту. Його розробка почалась вже 1968-го і невдовзі змогли досягнути видобутку у 40 тисяч барелів на добу. Втім, ресурси навіть найбільшого родовища басейну, яким був Аламейн, не йшли в жодне порівняння з гігантами, виявленими в країнах Перської затоки чи сусідній Лівії, а тому вже на початку другої половини 1970-х років Аламейн продукував менш ніж десять тисяч барелів.
1972 року інша американська компанія Amoco виявила родовища Раззак та Південно-Західний Раззак. У 1976-му тут видобували 14 тисяч барелів на добу та навіть анонсували плани збільшити цей показник утричі. До цієї групи родовищ 1978-го приєднався Північно-Східний Раззак.
Ще одним значним відкриттям стало родовище Агар. Розвідувальну свердловину Aghar-1 тут пробурила ще в 1970 році WEPCO (компанія-оператор згаданої вище Phillips Petroleum), втім, тоді вона була визнана «сухою». Зате в 1982 році Agiba Petroleum (компанія-оператор італійської Agip) при повторному дослідженні свердловини змогла встановити наявність тут родовища, запаси якого оцінили у 27 млн барелів. На відміну від згаданих першими Аламейн та Раззак, запаси нафти на Агарі (а також Південно-Західному Агарі) виявились сконцентрованими у формації Бахарія.
Так само невдало завершилось для WEPCO й буріння на протилежному завершенні антиклиналі Мерейр-Аламейн, зате в 1983—1985 роках три свердловини Murphy Oil Company виявили тут родовище Гор із покладами у Бахарії та горизонті Абу-Роаш G.
Окрім родовищ, розташованих на піднятті Мерейр-Аламейн, в басейні наразі виявлено ще кілька продуктивних блоків, зокрема:
- північніше у блоці West Mediterranean, головним інвестором якого виступила американська компанія Apache, виявили родовища Північний Аламейн (1998 рік)[17], Акік (2000), Танзанайт (2005). Особливістю Акік стали газоконденсатні поклади, виявлені у формаціях Аламейн (показала на тестуванні результат у 0,66 млн м3 газу та 1685 барелів конденсату на добу) та Алам-Ель-Буейб (тестовий добовий дебіт 0,73 млн м3 газу та 2366 барелів нафти).[18][19]
- у 2006 році хорватська компанія INA (яка є оператором у рівному партнерстві з німецькою RWE Dea на блоці East Yidma) виявила родовище Сіді-Рахман, розташоване лише за кілька кілометрів від експортного термінала Ель-Хамра;[20]
- у 2010-х роках відкрили поклади на блоці North Ras Qattara, оператором якого так само виступає Apache. Окрім згаданих вище газоконденсатних покладів у свердловині NRQ 3151-1X (споруджена 2013 року), в 2017-му розвідувальна свердловина NRQ-11X та оціночна свердловина NRQ-9-2 показали приплив у 715 та 3700 барелів нафти на добу із горизонту Абу-Роаш G;[21] Наразі запаси блоку оцінюються у 27 млн барелів нафтового еквівалента, а початок його розробки очікували у першій половині 2020-х років.[22] Також можливо відзначити, що споруджена на блоці North Ras Qattara у 2014 році свердловина NRQ-8X досягнула глибини у 5889 метрів.[23]
- у 2015-му на родовищі Північний Раззак ввели в експлуатацію свердловину NRZK-18, яка мала початковий 30-денний дебіт на рівні 2700 барелів нафтового еквівалента (96 % нафта) з пізньоюрської формації Массаджід.[24]